# Jindra Tichá
Jindra Tichá, rozená Jindřiška Svobodová (* 21. března 1937, Praha), je česky píšící spisovatelka beletrie žijící na Novém Zélandu. Je rovněž autorkou politologických studií a odborných článků.

## Život
Jindřiška Tichá vystudovala v letech 1956–1961 formální logiku na Filozofické fakultě UK. Svou diplomovou práci z roku 1961 týkající se otázky logických a mimologických konstant obhájila také v roce 1967 jako práci doktorandskou a byl jí udělen titul PhDr. V roce 1958 se provdala, jejím manželem se stal Pavel Tichý (1936–1994). Po Invazi vojsk Varšavské smlouvy do Československa rodina zvažovala emigraci. V listopadu 1969 odjela Jindra Tichá i s pětiletým synem na návštěvu manžela do Exteru; v té době tam byl na stáži na Univerzitě v Exeteru. Do Prahy se rodina již nevrátila a v roce 1970 se odstěhovala do Dunedinu, kde byla Pavlu Tichému nabídnuta práce na „University of Otago“. Na této univerzitě přednášela později i Jindra Tichá; bylo to v letech 1972–2004 na katedrách filozofie a politických věd. Věnovala se zejména politické filozofii a problematice klasického liberalismu a politického vývoje ve státech střední a východní Evropy, přičemž hostovala i na jiných univerzitách.

## Beletrie
- Praha v mé krvi. Praha, Echo media, 2023. ISBN 978-80907406-8-6
- Jak se investuje do nemovitostí na Novém Zélandu. Praha, Akropolis, 2005 a 2020. ISBN 978-80-7304-228-8
- Přirozená linie ženského těla. Praha, Akropolis, 2006 a 2019. ISBN 978-80-7304-223-3
- Amerika, jak ji Kolumbus neznal. Praha, Akropolis, 2003 a 2018. ISBN 978-80-7304-219-6
- Incest. Praha, Akropolis, 2007 a 2018. ISBN 978-80-7304-216-5
- Už se neshledáme v tomto životě. Praha, Motto, Akropolis, 1993, 2017. ISBN 978-80-7304-202-8
- Smrt a odpuštění. Praha, Akropolis, 2016.[6] ISBN 978-80-7304-192-2
- Nevěsta z Východu. Praha, Akropolis, 2015. ISBN 978-80-7304-186-1
- Rozchod s Evropou. Praha, Akropolis, 2014. ISBN 978-80-7304-176-2
- Hledání pravdy. Praha, Akropolis, 2013. ISBN 978-80-7304-163-2
- Zemětřesení. Praha, Akropolis, 2012. ISBN 978-80-7304-153-3
- Svatba snů. Praha, Akropolis, 2011. ISBN 978-80-7304-141-0
- Čas fíků. Praha, Akropolis, 2010. ISBN 978-807304-125-0
- Stín buše. Praha, Akropolis, 2009. ISBN 978-80-7304-111-3
- Jaro klamných iluzí. Praha, Akropolis, 2008. ISBN 978-80-7304-096-3
- Dospělí milenci nemlčí. Praha, Akropolis, 2004. ISBN 80-7304-052-2
- Sametový rozvod. Praha, Akropolis, 2002. ISBN 80-7304-017-4
- Cena porážky. Praha, Akropolis, 1999. ISBN 80-85770-82-2
- Jak krmit bohy. Praha, Akropolis, 1998. ISBN 80-85770-66-0